# Entonaema
Entonaema es un género de hongos en la familia Xylariaceae. El género tiene una distribución amplia, especialmente en zonas tropicales, contiene seis especies.